# Autodeterminación informativa
La autodeterminación informativa es un derecho fundamental derivado del derecho a la privacidad, que se concreta en la facultad de toda persona para ejercer control sobre la información personal que le concierne, contenida en registros públicos o privados, especialmente -pero no exclusivamente- los almacenados en medios informáticos. El derecho sustantivo a la autodeterminación informativa se ve complementado, en el plano procesal, por el llamado recurso de habeas data.

## Regulación por país

### América

#### Argentina
En la República Argentina, está regulado por el artículo 43 de la Constitución, la Ley Nº 25.326 y el Decreto 1558/01.

#### Chile
En Chile esta materia se regula por la Ley 19.628, sobre protección a la vida privada. A diferencia de España y Argentina, no existe organismo de control para velar por el cumplimiento de esta legislación. Existe un sistema de registro de bases de datos públicas dispuesto por el Decreto 779 del Ministerio de Justicia de Chile, de 11 de noviembre de 2000.

#### Costa Rica
En Costa Rica, la Ley de Protección de la Persona Frente al Tratamiento de sus Datos Personales (ley n.° 8968), publicada el 5 de septiembre de 2011 en La Gaceta, es la encargada de proteger los datos personales. Además, establece las faltas y sanciones en esta materia.
La Agencia de Protección de Datos de los habitantes (Prodhab), es el órgano adscrito al Ministerio de Justicia y Paz, encargado de velar por el cumplimiento en materia de protección de datos.

#### México
En México, el INAI es la institución encargada de regular el acceso a la información, con base en la Ley Federal de Protección de Datos Personales en Posesión de Particulares.

### Europa

#### España
En España está regulado en el artículo 18 de la Constitución Española y desarrollado en la Ley Orgánica 3/2018 de Protección de Datos Personales y garantía de los derechos digitales.
Además, existe un organismo encargado de velar por el cumplimiento de la legislación sobre protección de datos y controlar su aplicación, en especial en lo relativo a los derechos de información, acceso, rectificación, oposición y cancelación de datos. Este organismo es la Agencia Española de Protección de Datos (AEPD), un Ente de Derecho Público con personalidad jurídica propia y plena capacidad pública y privada, adscrito al Ministerio de Justicia, pero que actúa con independencia de las Administraciones Públicas en el ejercicio de sus funciones. En la web de la AEPD, , puede consultarse la normativa vigente, las sentencias de los tribunales, las resoluciones e informes de la Agencia, y demás documentos de interés en la materia, los ficheros inscritos, etc.
Esta normativa ha de acompasarse con la Ley de Transparencia y la existencia del Consejo de Transparencia y Buen Gobierno.